# Zeichnungsschein für Fonds
Ein Zeichnungsschein, auch Beitrittserklärung genannt, ist ein Formular für die Beteiligung einer Person an einem geschlossenen Fonds, welches vom Anbieter des Fonds erstellt wurde.

## Rechtliche Grundlagen
Der Anleger gibt mit seinen Unterschriften unter den Zeichnungsschein ein Angebot ab. Mit der Annahme durch die Fondsgesellschaft (direkte Beteiligung) bzw. die Treuhandgesellschaft (treuhänderische Beteiligung) kommen unterschiedliche Verträge zustande. Bei der treuhänderischen Beteiligung wird ein Treuhandvertrag und ein Geschäftsbesorgungsvertrag zwischen dem Anleger und Treuhandgesellschaft abgeschlossen. Im Falle einer direkten Beteiligung bietet der Anleger an, Gesellschafterrechte gegen Zahlung der Zeichnungssumme inkl. Agio zu erwerben. Es handelt sich hierbei um die Aufnahme eines neuen Kommanditisten. Bei einigen Anbietern wird bei der direkten Beteiligung zudem ein Verwaltungstreuhandvertrag abgeschlossen. Vertragsgrundlage sind der Treuhandvertrag und der Gesellschaftsvertrag, die Anlage zum Verkaufsprospekt sind.    
Nach Annahme des Angebotes durch die Komplementärin (direkte Beteiligung) oder die Treuhandgesellschaft (treuhänderische Beteiligung) und Ablauf der Widerrufsfrist wird der Vertrag wirksam. Falls der Anleger nicht zahlt können Verzugszinsen berechnet werden und der zahlungsunwillige Anleger kann auf Zahlung der Zeichnungssumme verklagt werden. Häufig werden die Zahlungsansprüche gegenüber den Zeichnern als Kreditsicherheit gegenüber den finanzierenden Banken des Fonds abgetreten.

## Inhalt des Zeichnungsscheins
- Name des Fonds
- Angaben zur Person des Anlegers (Name, Anschrift, Beruf, Telefon)
- Kontoverbindung des Anlegers (für Überweisungen der Ausschüttungen)
- Finanzamt und Steuernummer (für die Zuweisung der steuerlichen Ergebnisse)
- Zeichnungsbetrag und -währung
- ggf. Zahlungstermine bei mehreren Zahlungsraten
- gewünschte Art der Beteiligung (direkt oder treuhänderisch)
- Kontoverbindung, auf die Zeichnungssumme und Agio einzuzahlen sind
- Widerrufsbelehrung (14 Tage Frist nach Unterschrift)
- Datenschutzerklärung nach dem Bundesdatenschutzgesetzes
- Erklärung des Anlegers, dass er den Prospekt vorab bekommen und von seinem Inhalt Kenntnis genommen hat (insbesondere Treuhand- und Gesellschaftsvertrag, Risikohinweise, Verbraucherinformation für den Fernabsatz etc.) und dass er/sie den Inhalt der Verträge als verbindlich anerkennt.
- Erklärung des Anlegers, dass er den Abschluss eines Treuhandvertrages anbietet bzw. einen Kommanditanteil erwerben will.
- Erklärung des Anlegers, dass ihm keine sonstigen Zusicherungen über den Prospekt hinaus gegeben wurden.
- Name des Anbieters und des Anlagevermittlers (Stempelfeld)
- Sonstige Angaben (Mindestbeteiligung, Informationen nach BGB-Informationspflichten-Verordnung etc.)